# Myrtle Cook
Myrtle Alice Cook (née le 5 janvier 1902 à Toronto - morte le 18 mars 1985 à Elora) est une athlète canadienne spécialiste du 100 mètres.

## Carrière
En 1923, Myrtle Cook fonde le Toronto Ladies Athletic Club, premier club d'athlétisme canadien réservé aux femmes.
En 1928, elle est sélectionnée pour les Jeux olympiques d'Amsterdam dont les épreuves d'athlétisme sont pour la première fois ouvertes aux femmes. Alignée dans l'équipe du relais 4 × 100 mètres du Canada, elle remporte le titre olympique aux côtés de Ethel Smith, Bobbie Rosenfeld et Jane Bell, établissant en 48 s 4 un nouveau record du monde. Sur 100 m, la Canadienne se qualifie pour la finale olympique mais est disqualifiée après avoir réalisé deux faux-départs.
Le 2 juillet 1928 à Halifax, Myrtle Cook établit un nouveau record du monde du 100 mètres avec le temps de 12 s 0, améliorant de deux dixièmes de secondes le record de la Japonaise Kinue Hitomi.
En 1929, Myrtle Cook devient journaliste au Montréal Daily Star, où elle signe une chronique hebdomadaire consacrée au sport féminin. Elle dirige par ailleurs le Canadian Ladies Athletic Club de Toronto.
Elle est élue au Panthéon des sports canadiens en 1955.

## Palmarès
| Date | Compétition     | Lieu      | Place | Discipline |
| ---- | --------------- | --------- | ----- | ---------- |
| 1928 | Jeux olympiques | Amsterdam | 1re   | 4 × 100 m  |